# Neuves-Maisons
Neuves-Maisons è un comune francese di 7 281 abitanti situato nel dipartimento della Meurthe e Mosella nella regione del Grand Est.

## Amministrazione

### Gemellaggi
Neuves-Maisons è gemellata con:
- Sansepolcro, Italia, dal 1997
- Póvoa de Lanhoso, Portogallo, dal 1986

## Società

### Evoluzione demografica
Abitanti censiti